# Christa Heise-Batt
Christa Heise-Batt (* 25. Januar 1937 in Wohlde, Provinz Schleswig-Holstein, Freistaat Preußen) ist eine deutsche Fremdsprachenkorrespondentin, niederdeutsche Autorin und Theaterschauspielerin.

## Leben
Aufgewachsen in der schleswig-holsteinischen Landschaft Stapelholm war Plattdeutsch die Sprache der Kindheit von Heise-Batt, der sie seitdem auch literarisch verbunden blieb. Nach der Schulzeit in Husum und später in Bad Segeberg studierte sie in Hamburg Spanisch, Französisch und Englisch. Im Anschluss an ihr Sprachstudium war sie mehrere Jahre als Fremdsprachenkorrespondentin in den USA, Süd- und Mittelamerika tätig.
1965 kam Heise-Batt zurück nach Deutschland, ließ sich in Glashütte nieder und begann mit dem Schreiben niederdeutscher Texte, wobei ihre Erlebnisse im Ausland oft den Stoff lieferten. Es entstanden mehrere Bücher mit plattdeutschen Geschichten und Gedichten sowie zahlreiche Beiträge in Anthologien.
Sie spielte über 20 Jahre in plattdeutschen Theaterstücken und hielt plattdeutsche Lesungen, u. a. im Ohnsorg-Theater. Ihre künstlerische Heimat hatte sie im Hamburger Kabarett Die Wendeltreppe von Dirks Paulun, wo sie Persönlichkeiten wie Gabriel Laub, Siegfried Lenz, Hans Scheibner oder Wilhelm Wieben
begegnete.
Heise-Batt arbeitete auch für den Rundfunk. Mit Gerd Spiekermann arbeitete sie bei NDR 90,3 zusammen und verfasste Beiträge für NDR 1 Welle Nord in Kiel. Nebenbei unterrichtete sie fast zehn Jahre Niederdeutsch an der Volkshochschule in Tangstedt.

## Ehrungen
- 1997: Kulturpreis der Stadt Norderstedt
- 1997: Borsla-Preis für niederdeutsche Sprache und Literatur
- 2011: Ehrenmitgliedschaft der Quickborn-Vereinigung für niederdeutsche Sprache und Literatur[2]
- 2015: Medaille für treue Arbeit im Dienste des Volkes der Stadt Hamburg
- 2022: Quickborn-Preis für ihr Lebenswerk[3]

## Werke
- Dörch de Johrstieden... Meincke, Norderstedt 1989, ISBN 3-929428-04-0
- Rosenranken - Runkelröven. Meincke, Norderstedt 1992, ISBN 3-929428-01-6
- Vun Metta, Lina, un José... Meincke, Norderstedt 1998, ISBN 3-929428-00-8
- Sünn achter Wulken.  Quickborn, Hamburg 2003, ISBN 3-87651-245-X
- En goot Woort kost nix. Quickborn, Hamburg 2005, ISBN 3-87651-293-X
- Dat lütte Wiehnachtsbook; Hrsg.: Gesche Scheller, Autoren: Gerd Bahr, Ines Barber, Hein Blomberg, Reimer Bull, Heike Fedderke, Hans-Jürgen Forster, Irmgard Harder, Christa Heise-Batt, Rudolf Kinau, Dirk Römmer, Gerd Spiekermann und Günter Timm, Quickborn-Verlag, Hamburg 2008, ISBN 978-3-87651-335-5.

## Tonträger
- Dörch de Johrstieden. (CD) Quickborn, Hamburg 2001, ISBN 3-87651-258-1
- Plattdüütsche Wiehnachten. (CD) Quickborn, Hamburg 2005, ISBN 3-87651-304-9
- Vun Minsch to Minsch. (CD) Quickborn, Hamburg 2007, ISBN 978-3-87651-310-2